# コール オブ デューティ ブラックオプスII
『コール オブ デューティ ブラックオプスII』（英語: Call of Duty: Black Ops II, 略称：CoD:BO2）は、2025年の近未来を舞台とするファーストパーソン・シューティングゲームである。コール オブ デューティシリーズ本編の9作目。開発元は、前作『CoD:BO』や前々作『CoD:WaW』を開発したTreyarch。日本でも、スクウェア・エニックスから字幕版が2012年11月22日に発売されている。吹き替え版は同年12月20日に発売。

## 概要
舞台は、1980年代の東西冷戦時代と2025年のレアアースを巡るアメリカと中国の架空の冷戦やハイテク兵器の投入を描いたストーリーが展開される。80年代では、前作『CoD:BO』に続いてメイソンが、2025年ではその息子デイビッドが主人公となり、親子二代にわたって壮大な戦いを繰り広げる。また、今作のPC版はDirectX 11に対応している。
『CoDシリーズ』で初めて近未来が舞台となり、初のマルチエンディングを採用した作品でもある。マルチプレイにはシリーズ初のランクシステム「リーグプレイ」が実装された。
15日間で全世界の売上が10億ドルを突破した。2022年に発売された『コール オブ デューティ モダン・ウォーフェアII』に抜かれるまで、CoDシリーズで最速の売上だった。
2024年10月25日には、キャンペーン過去編の2年後を舞台にした『CoD:BO6』が発売された。
2025年には、キャンペーン未来編の10年後を舞台にした『CoD:BO7』の発売が発表された。

## 登場人物

### ネイビーシールズ　チーム6・統合特殊作戦コマンド（Joint Special Operations Command）
デイビッド・メイソン（David Mason） 英語版声優：リッチ・マクドナルド/吹き替え版声優：藤真秀
前作の主人公アレックス・メイソンの息子で、2025年の主人公。45歳。コールサインはセクション（Section）で、ミッション中は基本的にこちらで表記される。階級は少佐（Lt.commander）。『CoDシリーズ』の主人公の中ではインフィニット ・ウォーフェアの主人公「レイエス」の次に階級が高い人物。幼い頃に父を亡くしているが、その時期の記憶が無い。本編ではコルディス・ダイのリーダー、メネンデスを追う。中盤でハーパーが発言した「共に苦しめ」の言葉で、父の亡くなった日の夜、メネンデスと会った事を思い出し、ウッズに問い詰めて真実を知る。プレイヤーの判断次第ではメネンデスを殺害する。
マイク・ハーパー（Mike Harper） 英語版声優：マイケル・ルーカー/吹き替え版声優：三宅健太
デイビッドの相棒。右手の刺青が特徴。仲間思いで誠実な性格だが、やや暴走癖があり、起動障害が起きたマキシマムを蹴って無理やり起動させるなど、荒っぽい行動が目立つ。FALLEN ANGEL （堕天使）では、プレイヤーの行動によって終盤に顔に大火傷を負い、以降は火傷跡が付いたままになる。
ACHILLES' VEIL （アキレスのベール）では工作員のファリドを救出に向かうが、メネンデスにより乗っていたVTOL機を撃墜されて拘束され、プレイヤーの選択次第では処刑される。生存する場合は身代わりにファリドが死亡し、以降もデイビッドの相棒としてエンディングまで登場する。
トミー・ブリッグス（Tommy Briggs） 英語版声優：トニー・トッド/吹き替え版声優：乃村健次
アメリカ海軍提督。コールサインはクラーケン（Kraken）。任務達成のために、時には強硬手段に出ることも。本編では主に後方支援に当たり、デイビッドらJSOCを率いていく。ODYSSEUS （オデュッセウス）ではドローンをハッキングされたため、空母内のセキュリティを再起動させるが、結果メネンデスの侵入を許してしまう事になった。プレイヤーの判断次第ではメネンデスに殺害される。死亡した場合、指揮系統が崩れ、空母の死守に失敗することになる。
ハビエル・サラザール（Javier Salazar） 吹き替え版声優：近藤孝行
デイビッドやハーパー、クロスビーと共に任務を遂行していく。メネンデスが台頭する頃のニカラグアで育った兵士。後方支援担当で、縁の下の力持ち的存在。
しかし、ODYSSEUS （オデュッセウス）でメネンデスの内通者と判明。拘束したメネンデスを開放し、空母内部をハッキングさせるが、逃走の際に投降する形でJSOCに拘束される。ハーパーが生存していた場合、彼に射殺される。裏切者だったが仲間としての信頼は本物で、デイビッド達を裏切ることを最後まで迷っていた模様。
クロスビー（Crosby） 英語版声優：マイケル･ロドリック
ハーパー、サラザールらと行動するJSOCの隊員。バラクラバにサングラス、頭部は防護ヘルムを被っているため、素顔は不明。
ODYSSEUS （オデュッセウス）では、VTOL機のパイロットとして登場するが、その際に腕を撃たれ負傷する。怪我の治療のためか以降の登場はない。
アンダーソン（Anderson） 英語版声優：ジェニファー・ヘイル/吹き替え版声優：竹達彩奈
アメリカ空軍の女性パイロット。ロサンゼルスでの大統領護衛の際、上空からF/A-38でデイビッド達の支援をする。
途中、敵機に追撃され意識不明の重傷を負い、その後はデイビッドがF/A-38を操縦する。
その後、救急車で病院まで運ばれるが、プレイヤーの行動によっては死亡してしまう。

### アメリカ合衆国連邦政府
マリオン・ボスワース大統領（President Marion Bosworth） 英語版声優：シーラ・ラーキン
2025年のアメリカ合衆国大統領。
オリバー・ノース（Oliver L North） 英語版声優：本人
1985年に登場する海兵隊中佐。実在する人物。本作の軍事アドバイザーも務めた。
デヴィッド・ペトレイアス（David Petraeus） 英語版声優：ジム･メスキメン
2025年のアメリカ合衆国国防長官。実在する人物。
ジョンソン（Johnson）
大統領の側近。政府要人。
CORDIS DIE （コルディス・ダイ）で大統領と行動するが、ドローンに撃たれて死亡する。

### シークレットサービス
ジョーンズ（Jones） 英語版声優：ケン・ラリー
CORDIS DIE （コルディス・ダイ）に登場する大統領を警護する白人男性。
サミュエルズ（Samuels）
CORDIS DIE （コルディス・ダイ）に登場する大統領を警護する黒人男性。

### アメリカ中央情報局（CIA）
アレックス・メイソン（Alex Mason） 英語版声優：サム・ワーシントン/吹き替え版声優：堀内賢雄
前作（『CoD:BO』）の主人公。1933年生まれ。本作では1980年代の主人公を務める。2025年の主人公デイビッド・メイソンの父。
2025年においては、デイビッドはオープニングムービーにおいてアレックスは死んでいると語っている。過去にウッズ救出の際にメネンデスと対峙しており、その後もメネンデス拘束に尽力する。SUFFER WITH ME （共に苦しめ）ではウッズと共にノリエガを引き換えにメネンデスの身柄確保に向かう途中、ウッズと別行動を取った際にメネンデスに捕まり、メネンデスの身代わりにされ、ウッズによって狙撃される。その際、頭以外を撃つと生存し、エンディングで親子の再会を果たす。しかし、『BO6』ではメイソンは死亡したエンディングが正史として採用される。
フランク・ウッズ（Frank Woods） 英語版声優：ジェームズ・C・バーンズ/吹き替え版声優：小山力也
メイソンの相棒的存在。前作でクラフチェンコと共に爆死したと思われていたが、生存していた。話によるとクラフチェンコの爆弾が爆発した後、ハノイ・ヒルトンに連れて行かれ6ヶ月後にダナンに移送されるが脱出した（一緒に脱出した捕虜は全員死亡した）。その後、アンゴラでメネンデスに捕まり瀕死状態の所をメイソンたちに救出され、行動を共にしていく。
TIME AND FATE （時と運命）でメネンデスを追い詰めるが復讐心に駆られて殺害を目論むあまりに自身が投げた手榴弾の爆発で彼の妹ジョセフィーナを殺害してしまう。これによって彼はメネンデスによる復讐の対象者となってしまった。
SUFFER WITH ME （共に苦しめ）ではプレイヤーキャラクターとなり、アレックスと共にパナマにてマヌエル・ノリエガの確保に向かう。終盤でアレックスの運命を決める狙撃イベントが起きる。狙撃した人物がアレックスだったと確認すると、ノリエガに銃を向けようとするが、直後にメネンデスに両足を撃たれる。以降は戦線から退き、車椅子生活を送る事になる。アレックスの生死に関わらず、ウッズはアレックスを殺してしまったと悔やんでおり、デイビッドには「暴漢に襲われて殺された」と、真実を伏せている。アレックスが生存した場合、彼も親子の再会を目撃する。
2025年では年老いた姿で車いすに乗って登場し、80年代を述懐していく。
ジェイソン・ハドソン（Jason Hudson） 英語版声優：マイケル・キートン/吹き替え版声優：井上和彦
前作でメイソンやウィーバーと共に暗号送信施設の破壊を遂行した。今作ではメイソン、ウッズと共に任務を遂行していく。SUFFER WITH ME （共に苦しめ）では後方支援に当たるも、普段の冷静さが欠けており不自然な命令を出し続け、アレックス達に疑問を抱かせる。ミッション終盤でメネンデスに拘束された状態で姿を現し、デイビッドの命と引き換えにメネンデスによって首を裂かれ死亡。ミッション開始時点で既にメネンデスに拘束されていた可能性が高い。2人の子供がいる事を発言したことから既婚者と思われる。
マーク・マクナイト（Mark McKnight） 英語版声優：アンドリュー・ホークス
SUFFER WITH ME （共に苦しめ）に登場。彼の自宅でウッズらと作戦の再確認を行う。ミッション中はスナイパーとして後方から支援する。既婚者だが、任務による度重なる引っ越しで夫婦仲はかなり険悪になっている。その後の生死は不明。
ファリド（فريد/Farid） 英語版声優：オミッド・アブタヒ/吹き替え版声優：岡林史泰
コルディス・ダイに潜入しているCIAの工作員。メネンデスの捕縛を狙っている。ACHILLES' VEIL （アキレスのベール）では前半のプレイヤーキャラクターとなり、その際、メネンデスに拘束されたハーパーの生死を決める処刑イベントが起きる。ハーパーを処刑した場合、その場を脱出し、ODYSSEUS （オデュッセウス）で再登場。内部に侵入してきたメネンデスらに決死の抵抗を見せるがサラザール、もしくはデファルコに殺害されてしまう。ハーパーを生存させる場合はその場でメネンデスに銃を向けるが、返り討ちに遭い死亡。結果ODYSSEUS （オデュッセウス）でクロエを死亡させてしまう。
CIA技術屋（CIA Nerd） 英語版声優：デズモンド・アスキュー
カルマが捕えられると代わりにセレリウムのハッキングを行うイギリス人。幼稚な口調で話す。
クロエほどの技術がないため、彼女が死んだ場合ハッキングを阻止することが出来ず断念する。

### パナマ防衛軍（PDF）
マヌエル・ノリエガ（Manuel Noriega） 英語版声優：ベニート・マルティネス
実在した人物。パナマの将軍。1986年と1989年に登場する。CIAを支援しており、メネンデス確保作戦に協力する。
このCIAとの取引もメネンデスとの策略で、彼らを追い続けるアレックスとウッズらの抹殺に一躍買う。

### パキスタン軍統合情報局（ISI）
ISI司令官（ISI Leader）
2025年に登場するISIの指揮官。コルディス・ダイと内通し、メネンデスと会談する。

### UNITA（アンゴラ全面独立民族同盟）
ジョナス・サヴィンビ（Jonas Savimbi） 英語版声優：ロバート・ウィスダム
UNITAの指導者。1986年のアンゴラ内戦にてウッズの捜索を支援する。実在した人物。
PYRRHIC VICTORY （割に合わない勝利）で敵対するMPLAとの戦闘では陣頭で指揮を執って戦い、終盤にはウッズを救出に向かったメイソン達をヘリで駆け付けて救出する。

### ソビエト連邦軍
レフ・クラフチェンコ（Лев Кравченко/Lev Kravchenko） 英語版声優：アンドリュー・ディヴォフ/吹き替え版声優：楠大典
ソ連地上軍大佐。前作（『CoD:BO』）より引き続き登場する、ドラゴヴィッチの右腕的存在の男。前作でウッズと共に爆死したと思われていたが、実は直後に爆弾を取り外し、難を逃れていた。後にメネンデスの協力者となるが、アフガニスタンにて軍を指揮していたところ、ウッズらに発見され拷問を受ける。その際「CIA内にもスパイがいる」と言い残し、ウッズ、もしくはアレックスに殺害される。また、彼の発言によると1986年の時点でソ連は徐々に崩壊しており、メネンデスに武器を提供していた。

### ムジャーヒディーン（Mujahideen）
ムッラ・ラフマーン（Mullah Rahmaan）
ムジャーヒディーンのリーダー。メネンデスの情報を教える事を引き替えに、ソ連軍の襲来において、CIAに協力を求める。しかし、実際はメネンデスと通じており、ウッズ（もしくはメイソン）がクラフチェンコを殺害した直後に裏切り、ハドソン、ザオ含む四人を暴行し砂漠の真ん中に置き去りにする。

### 戦略防衛同盟（SDC:The Strategic Defense Coalition）
中国を盟主に、北朝鮮・モンゴル・中央アジア諸国（ストーリーの進行次第ではインド・イラン・ロシア・アフガニスタンも加盟）により構成される軍事同盟。アメリカと対立し、第二の冷戦（新冷戦）を引き起こしている。モデルは上海協力機構（SCO）。
ティエン・ザオ（赵天/趙天/Tian Zhao） 英語版声優：バイロン・マン/吹き替え版声優：鳥海浩輔
中国人。1986年では、アメリカと協力してムジャーヒディーンを支援する。
2025年ではSDCの議長となって登場する。中国政府の意向すら無視し、周辺諸国に軍事的圧力と武力攻撃を仕掛け、SDCの拡大を目論む。DISPATCH （殺害命令）で搭乗していた航空機がシールズによって撃墜されて不時着し、ハッチを開かれたところを射殺される。

### コルディス・ダイ（Cordis Die）
ソーシャルメディアを通じて活動する謎の集団。北朝鮮やイランの民主化運動の扇動や、アメリカと中国のサイバー戦争計画を暴露するなどの行為で知られ、2025年の世界において、実に20億人もの支持者をもつ。その実態は国際的テロ組織で、豊富な資金力により傭兵を集め、戦闘ドローンを開発し、アメリカへの攻撃を企てている。「コルディス・ダイ」とは、ラテン語で「心の日」を意味する。
ラウル・メネンデス（Raúl Menéndez/Raul Menendez） 英語版声優：カマル・デ・ロス・レイエス/吹き替え版声優：白熊寛嗣
「コルディス・ダイ」のリーダー。ネット上では「オデュッセウス」と名乗っている。ニカラグア出身。
1980年代では、麻薬やソ連製武器の密売などで暗躍し、CIAと度々対峙する。
PYRRHIC VICTORY （割に合わない勝利）でメイソンに右目を撃たれて以降は義眼をはめ込んでいる。
TIME AND FATE （時と運命）で火中のジョセフィーナを救助に向かうが、彼の拘束にやってきたウッズ、ハドソンらに制止され、ウッズの投げた手榴弾でジョセフィーナが死亡。以降アメリカおよびCIA、メイソンやウッズを強く憎んでいる。
2025年には、コルディス・ダイのリーダーとしてキューバ系のPMCやイエメンの民兵たちを操り、主に電子機器を利用してアメリカを襲撃する。
一部のミッションではプレイヤーキャラクターとなる。強奪したセレリウムを使用してアメリカをハッキングしドローンを破壊することで軍事力を失わせ、中国をはじめ他国間との戦争を誘導し、SDCと同盟を結んでアメリカを弱体化させることを画策している（ISI司令官との会話によれば）。ハイチで世界中のコルディス・ダイ信奉者に蜂起の放送を目論むが、デイビッドによって阻止され、プレイヤーの判断次第で殺害される。彼を殺害すると、武装蜂起の放送がネットで流れ、世界中でテロが起こる(正史ではこのエンディングを採用している)。また、生存させた場合でもクロエが生存していないとハッキングを阻止できず放送が流れてしまい、アメリカが混乱に陥っている隙に留置所から逃亡。最後にウッズへの復讐を果たし、ジョセフィーナの墓石前で焼身自殺する。クロエが生存していた場合はハッキングを阻止できるため放送は流れず、留置所からも脱走できないため、彼の最後の目的も果たせずに余生を過ごすことになる。
彼が本作の終盤において引き起こした大規模なサイバーテロは、続編である『BO3』の2065年の時代においても根強く影響を残しており、対ドローン用の対空防衛システム『D.E.A.D.』などが構築されるに至っている。
デファルコ（DeFalco） 英語版声優：ジュリアン・サンズ
「コルディス・ダイ」のナンバー2で、キューバ系PMCの指揮官。メネンデスから絶大な信頼を置かれている。人徳者を気取っているが残虐な性格で、裏切り者は徹底的にいたぶって殺害する。
プレイヤーの行動・選択で顛末は異なるものの最終的に死ぬことは共通している。KARMA （善きカルマ）でクロエを誘拐するが、この時点で彼に追いつくとデイビッドと決闘し、死亡する。ここでクロエ救出に失敗すると、ODYSSEUS （オデュッセウス）でメネンデスと共に空母に侵入するが、ファリドが生存している場合は決死の抵抗を見せたファリドに殺害される。ファリドが不在の場合、クロエを背後からナイフで首を裂いて殺害する。その場合JUDGMENT DAY （審判の日）でも登場し、メネンデスの護衛を務めるが、デイビッドの奇襲によって射殺される。
ホセ・ルイス・メネンデス（José Luiz Menéndez/Jose Luiz Menendez）
ラウル・メネンデスの父親。麻薬カルテルのボス。1982年にCIAに殺害されている。ムービーシーンの写真でのみ登場。
BODでは彼を暗殺するミッションがある。

### タキトゥス・コーポレーション（Tacitus Corporation）
クロエ・リンチ（Chloe Lynch） 英語版声優：エリン・ケイヒル/吹き替え版声優：植田佳奈
元タキトゥス社員。首筋に「業」とタトゥーを入れており、「カルマ」と呼ばれる。
口が悪くパンク風の容貌に反してプログラマーとしての腕は超一流。タキトゥス在籍時に作成したあるプログラムが原因で、コルディス・ダイに狙われることとなる。
KARMA （善きカルマ）ではバカンスでコロッサスに訪れていたところを拉致に来たデファルコ達に連行されるが、脱出前に追いつくとデイビッド達がデファルコ達を倒して救出され、間に合わなければそのまま攫われてしまう。
攫われた場合は救出ミッションのSECOND CHANCE （第二のチャンス）が発生し、彼女を見つけると彼女をプレイヤーキャラクターとして操作できる。
ODYSSEUS （オデュッセウス）では、先のステージでファリド生存を選択した場合は生存し、ハーパーが生存した場合はサラザールもしくはデファルコに殺される。
JUDGMENT DAY （審判の日）で自身の生存およびメネンデスを殺さなかった場合、エピローグでハッキングの阻止に成功して放送が流れず、世界を救った英雄として持て囃される。
エリック・ブレイナー（Erik Breighner） 英語版声優：ロバート・ピカード
ミャンマーにある研究施設の研究者。
デイビッド達に襲撃された時はコンテナに隠れていたが見つかり、見逃してもらう代わりにセレリウム装置を渡すが、直後に敵の銃撃を受けて死亡する。

### 中国政府（Chinese Government）
チェン（陈总理/陳總理/Premier Chen） 英語版声優：ジェームズ・ホン
2025年の中国の国務院総理（首相）。

### 民間人
ジョセフィーナ・メネンデス（Josefina Menéndez/Josefina Menendez） 英語版声優：イーデン・リーゲル
ラウル・メネンデスの妹。1973年6月19日に火事によって大火傷を負った。彼女に関する過去がストーリーに深く関わる。
ジミー・キンメル（Jimmy Kimmel） 英語版声優：本人
グッドエンディングのエンディングムービーに登場するアメリカのコメディアン。実在する人物。
アンドレア・ロビンス（Andrea Robbins） 英語版声優：メアリー・ベス・マクデイド
2025年のニュースキャスター。

### その他
ヴィクトル・レズノフ（Виктор Резнов/Viktor Reznov） 英語版声優：ゲイリー・オールドマン　吹き替え版声優：大塚芳忠
第二次世界大戦（『CoD:WaW』）で活躍した元赤軍兵であり、前作（『CoD:BO』）でアレックス・メイソンと共にヴォルクタ収容所から脱出するために共闘した男。ヴォルクタ収容所における戦いで死亡、その後の彼の姿はアレックスの妄想であった。「OLD WOUNDS」で一瞬だけレズノフらしき人物が登場する。

## シングルプレイ
今作は未来編と、年老いたウッズの回想の過去編がある。ミッション開始前に持っていく武器を選択でき、ストライクフォースという戦闘シミュレーションゲームのようなミッションがある。
PYRRHIC VICTORY （割に合わない勝利） アンゴラ クネネ州 1986年7月2日
内戦中のアンゴラにて、アメリカはアンゴラ全面独立民族同盟（UNITA）のジョナス・サヴィンビを支援する代わりに、彼らにウッズの捜索を手伝わせるためのヘリコプターを派遣させ、アンゴラに浮かぶコンテナからウッズを救出するが、メネンデスの殺害に失敗する。
CELERIUM （セレリウム） ミャンマー カカボラジ山 2025年4月20日
Navy SEALsに所属している主人公デイビッドは、ミャンマーの山奥にあるコルディス・ダイの研究施設を攻撃する。
OLD WOUNDS （古傷） アフガニスタン ホースト州 1986年9月5日
CIAに所属しているウッズとアレックスは、ムジャーヒディーンに協力する見返りにメネンデスの情報を手に入れようとするが、生き残っていたクラフチェンコを殺害した後に裏切られ、砂漠に置き去りにされる。
TIME AND FATE （時と運命） ニカラグア ワサキング 1986年9月25日
CIAは、メネンデスを捕まえるためにニカラグアの隣国パナマの指導者マヌエル・ノリエガを使い、作戦を実行する。
FALLEN ANGEL （堕天使） パキスタン ラホール 2025年5月29日
メネンデスがISIの司令官と会合を行うとの情報を得たセクションたちは、パキスタンに潜入する。
KARMA （善きカルマ） ケイマン諸島 2025年6月12日
デイビッドたちは、サイバー兵器「カルマ」を探し出し、ケイマン諸島にある海上都市コロッサスに潜入する。最終的にカルマを救出してデファルコを殺害するか、デファルコを逃がすストーリー上の分岐点となる。
SUFFER WITH ME （共に苦しめ） パナマ 1989年12月19-20日
ウッズたちは、パナマの指導者マヌエル・ノリエガを捕らえるためにSEALsと協力してパナマ侵攻に参戦する。
ACHILLES' VEIL （アキレスのベール） イエメン ソコトラ島 2025年6月19日
コルディス・ダイに潜入しているCIAの工作員ファリドは、デイビッドたちのメネンデス確保作戦を裏から手助けする。
ODYSSEUS （オデュッセウス） USS バラク・オバマ 2025年6月19日
デイビッドたちはメネンデスを確保し、USS バラク・オバマで尋問する。
CORDIS DIE （コルディス・ダイ） ロサンゼルス カリフォルニア州 2025年6月19日
G20が開催されているロサンゼルスを、乗っ取られた米軍の無人ドローンが襲撃する。
JUDGMENT DAY （審判の日） ハイチ西岸 2025年6月19日
デイビッドたちは、ハイチにあるドローンの送信施設を襲撃する。

### ストライクフォース
Wii Uの特性を生かしたミニゲームステージであるが、PS3やXbox360でもプレイ可能。一ステージごとにやり直し回数の制限がある。
FOB SPECTOR （スペクター前哨基地） インド ヒマーチャル・プラデーシュ州 2025年
インドにある最先端ドローン基地をSDCの攻撃から守る。ちなみに、舞台のヒマーチャル・プラデーシュ州は『CoD:MW3』でも登場している。最初にA,Bの二か所を防衛するように要求されるが、両方とも破壊された後はCの箇所に敵がEMP装置を起爆させないように防衛する必要がある。
SHIPWRECK （難破船） シンガポール ケッペル港 2025年
SDCが、超高速ミサイル「東風」をイランに向けて発射しようとしているので、それを阻止する。三か所に装置を設置して敵の支配を解除した後、ミサイルを操作して「東風」が積まれた船のコンテナを直接破壊する。
I.E.D （即席爆発装置） アフガニスタン パシュトゥーン族支配地域 2025年
アフガニスタンで会談を行ったロシア政府関係者とアフガニスタン政府関係者を護衛し、脱出する。このミッションでは無人兵器のみで戦闘を行うが、移動する四台のトラックが攻撃されてすべて破壊された時点で失敗となる。
SECOND CHANCE （第二のチャンス） イエメン ソコトラ島 2025年
KARMA （善きカルマ）でデファルコを逃すと発生する。クロエ・リンチを救出する。
DISPATCH （殺害命令） パキスタン ペシャワル 2025年
SDCのティエン・ザオ議長を暗殺する。Aの一か所を支配すればその場でクリアとなる。

## マルチプレイ
『CoDシリーズ』としての前作『CoD:MW3』で採用されたスコアストリークというシステムをより細分化し、チームへの貢献がさらに自らに還元されるようになった。また、これまで採用されていたクラスカスタムの方式がPick 10というものに置き換わり、より自由なクラスを作成できるようになった。『CoD:MW2』から導入された、パークのプロは廃止された。
2019年以降に作成したPlayStation Network idでPS3版ブラックオプス2をプレイする場合、ユーザーidの仕様から生じる「永久デランクバグ」により、特定の手段を事前に踏まない場合PS3本体がPSN接続直後にフリーズする問題が発生している。

## 反応

### 表彰

#### 2013年
- 視覚効果協会賞
  - 受賞：「Outstanding Real-Time Visuals in a Video Game」[23]
- 英国アカデミー賞ゲーム部門
  - ノミネート：「Action」、「Game Innovation」、「Online - Multiplayer」[24]
- Spike Video Game Awards
  - ノミネート：「Best Shooter」、「Best Multi-Player Game」、「Best Original Score」、「Character of the Year」（ラウル・メネンデス）[25]
- D.I.C.E. Awards
  - ノミネート：「Outstanding Achievement in Online Gameplay」、「Outstanding Achievement in Visual Engineering」、「Outstanding Achievement in Connectivity」[26]
- ゲーム・デベロッパーズ・チョイス・アワード
  - ノミネート：「Best Technology」[27]
- 日本ゲーム大賞
  - 受賞：「グローバル賞」[28]

### 訴訟
2014年7月15日、マヌエル・ノリエガ元パナマ将軍は、「名前を勝手に使われ、しかも誘拐犯や殺人者といった設定が名誉毀損にあたるなど」として販売元企業に対して損害賠償を求める訴訟をアメリカ合衆国カリフォルニア州の裁判所で起こしたが、同年10月28日、ロサンゼルス郡地裁は「80年代から90年代の当人の行いを考慮すれば、ゲームにより名声が傷つけられたという証拠を見つけるのは難しい」として訴えを退けた。
2016年2月には、ジョナス・サヴィンビの遺族が、「サヴィンビを野蛮な人物として描いた」としてアクティビジョン・ブリザードのフランス支社に対し100万ユーロの損害賠償を求める訴訟をナンテールの裁判所で起こした。

## その他
- キャンペーンモードのエンディング後のムービーにてM. ShadowsとSynyster Gatesが声の出演としてゲーム内キャラと共演した。なお、アヴェンジド・セヴンフォールドの公式YouTubeチャンネルでこのムービーが配信されている[34]。